# Антакальнисское кладбище
Анта́кальнисское кла́дбище, Антокольское кладбище, Антакальнское кладбище — кладбище в Вильнюсе, расположенное в северо-восточной части города, в районе Антакальнис. Площадь кладбища 15,60 га.

## История
Кладбище учреждено по распоряжению генерал-губернатора в 1809 году. Первоначально в этой местности сформировалось четыре отдельных кладбища, предназначенных для захоронения мирян, военных, сирот, а также нищих, позднее воинов, погибших во время Первой мировой войны. Позднее отдельные кладбища слились в единое кладбищенское пространство. 
В 1919—1921 годах образовалось кладбище польских солдат, погибших во время Советско-польской войны 1919—1920 годов.
После Второй мировой войны на Антокольском кладбище был создан мемориал воинов советской армии. 

## Захоронения

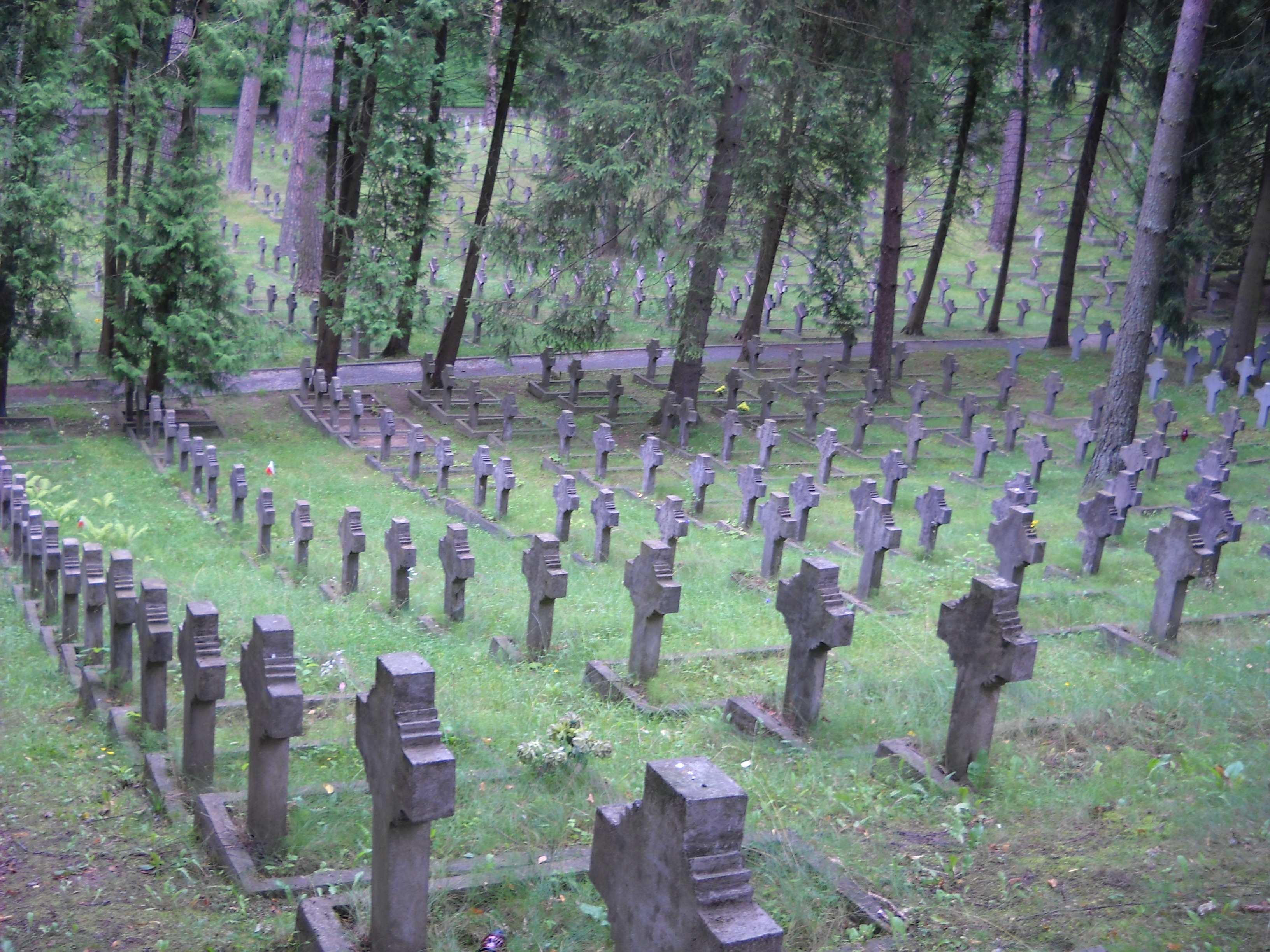
Могилы польских солдат

В северной части кладбища находятся захоронения немецких и российских воинов времён Первой мировой войны с мемориалом, сооруженным в 1918 году X германской армией. Здесь же к юго-востоку находятся могилы польских солдат, погибших во время Советско-польской войны 1919—1920 годов (насчитывается около 1600 могил, включая перезахороненных из других мест погребений и умерших позднее) и в 1939 году.
12 из 14 жертв январских событий 1991-го года, а также жертв нападения на таможенный пункт под Мядининкаем также захоронены здесь.
На кладбище похоронены государственные и партийные деятели Литовской ССР, выдающиеся учёные, актёры, художники, писатели.
См. категорию Похороненные на Антакальнисском кладбище

### Актёры и режиссёры

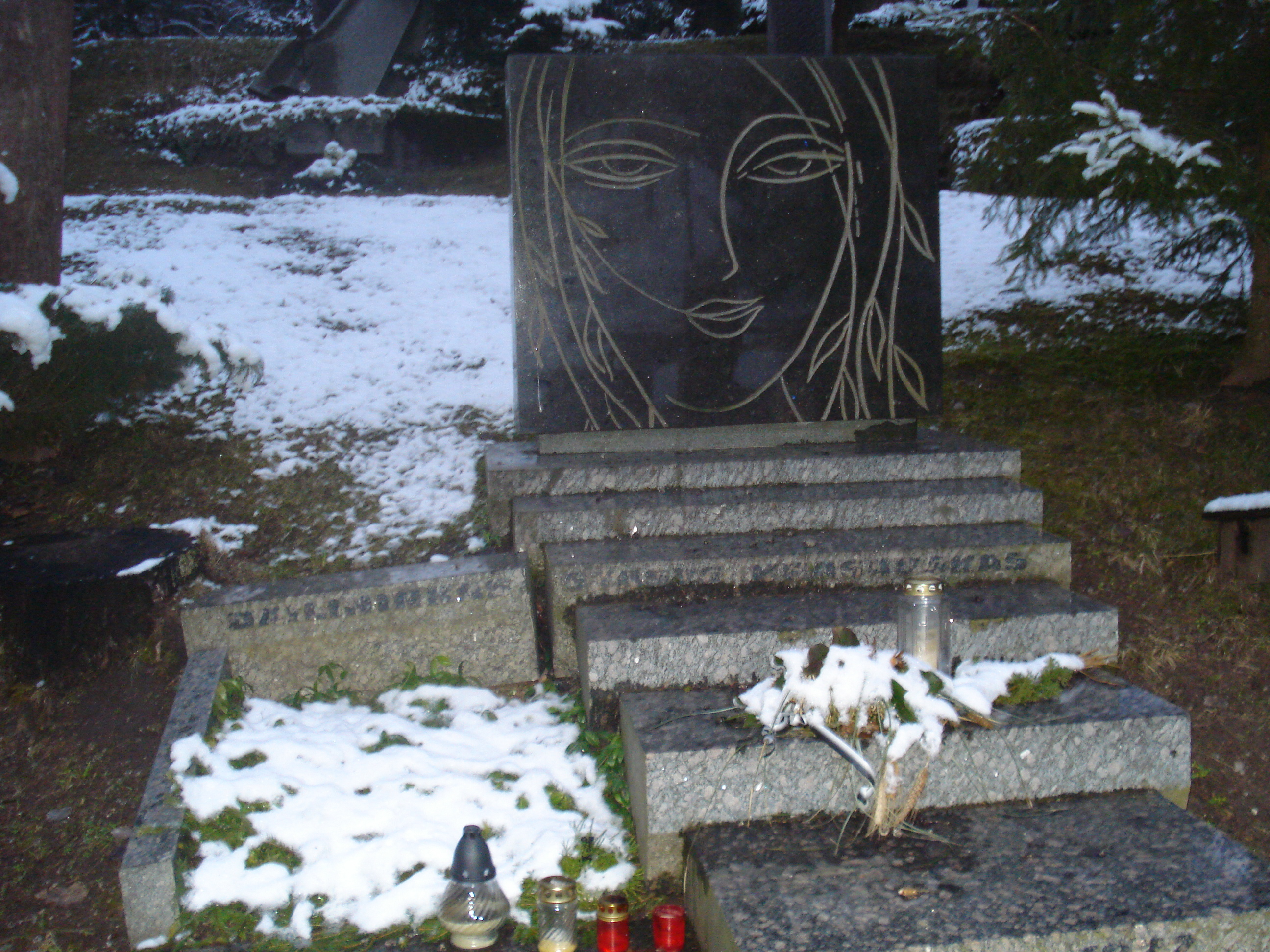
Могила Стасиса Красаускаса

Могила Юозаса Микенаса

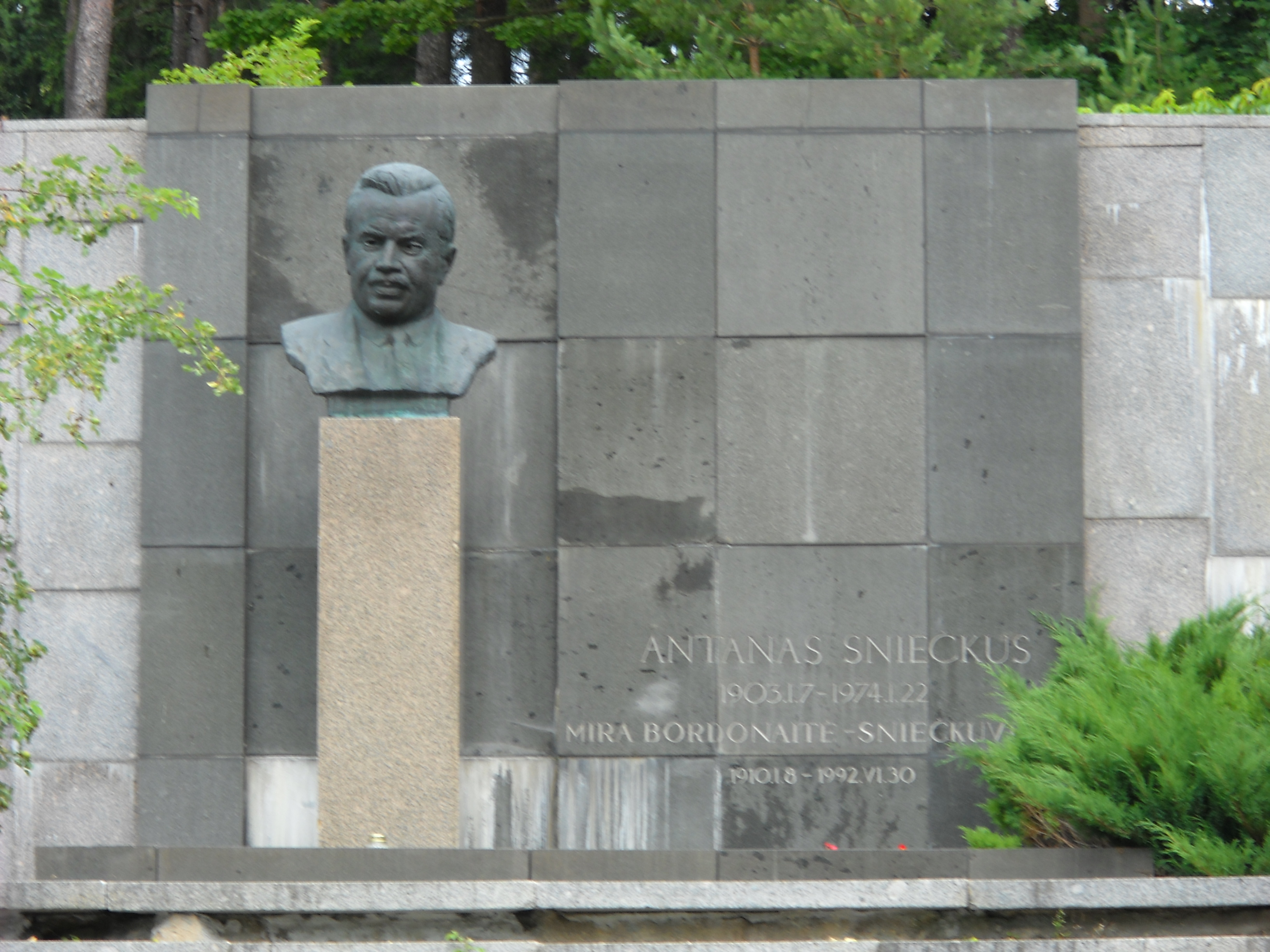
Могила Антанаса Снечкуса

Могила Евы Симонайтите

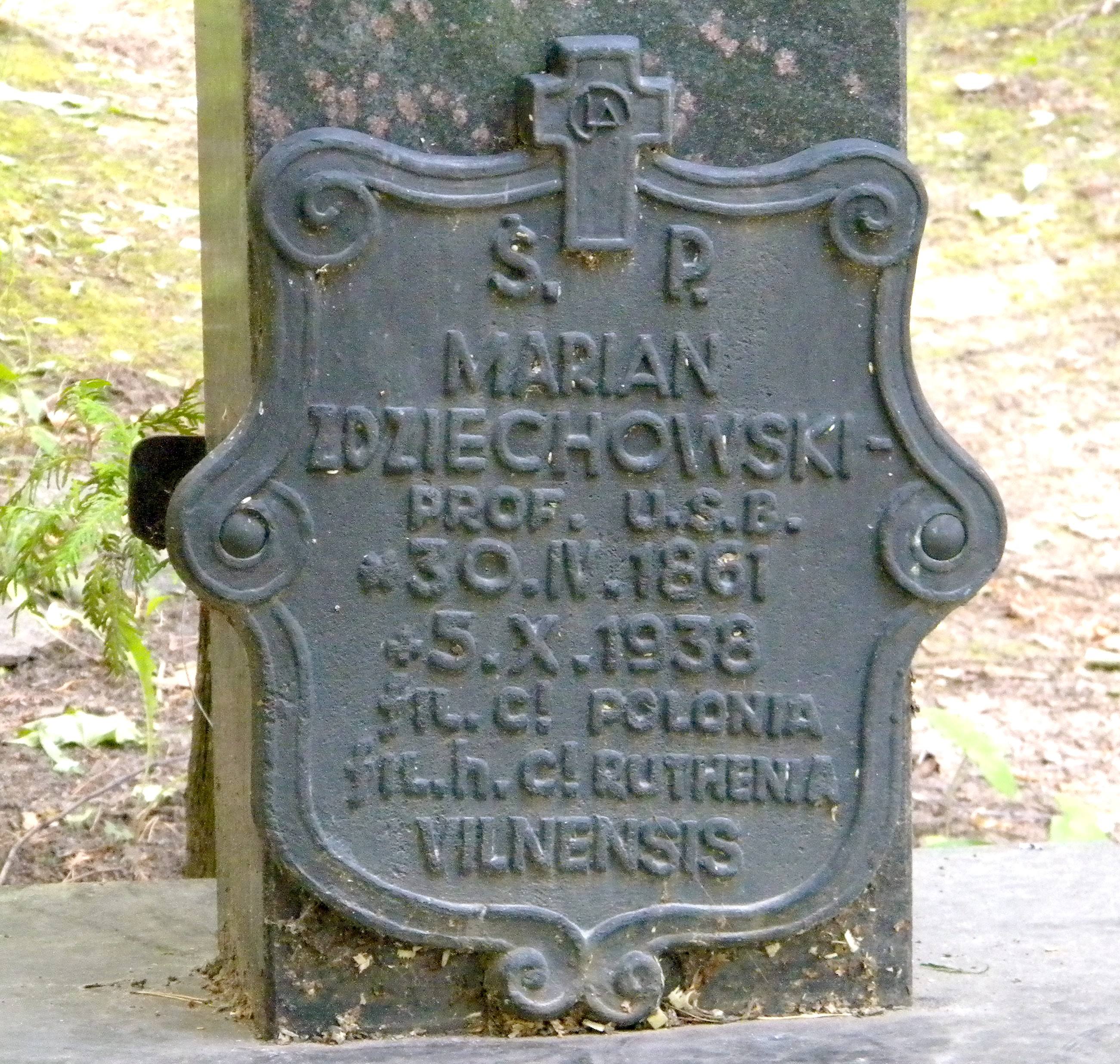
Надгробный памятник Мариана Здзеховского

- Донатас Банионис (1924—2014), актёр театра и кино, театральный режиссёр; Народный артист СССР, лауреат Национальной премии Литвы.
- Арунас Жебрюнас (1930—2013), кинорежиссёр и сценарист.
- Артём Михайлович Иноземцев (1929—2001), актёр театра и кино, лауреат Государственной премии Литовской ССР, заслуженный деятель искусств Литовской ССР, народный артист Литовской ССР.
- Лаймонас Норейка (1926—2007), актёр и чтец; народный артист Литовской ССР.
- Аудрис Мечисловас Хадаравичюс (1935—2008), актёр театра и кино.
- Витаутас Жалакявичюс (1930—1996), режиссёр.
- Юозас Киселюс (1949—1991), актёр (главный герой фильма «Долгая дорога в дюнах»).
- Ольга Кузьмина-Даугуветене (1884—1967), актриса, Праведник мира.
- Регимантас Адомайтис (1937—2022), актёр театра и кино; Народный артист СССР, Лауреат Национальной премии ГДР, Государственной премии Литовской ССР (1982) и Национальной премии Литвы по культуре и искусству.

### Архитекторы, скульпторы, художники
- Римтаутас Гибавичюс (1935—1993), художник, график, сценограф; лауреат Республиканской премии.
- Стасис Красаускас (1929—1977), художник график, лауреат Государственной премии СССР, народный художник Литовской ССР.
- Юозас Микенас (1901—1964), скульптор, народный художник СССР, лауреат Сталинской премии второй степени.
- Витаутас Казио Палайма (1911—1976),  художник, сценограф, педагог; заслуженный деятель искусств Литовской ССР, народный художник Литовской ССР.
- Домицеле Тарабильдене (1912—1985), художница, график, скульптор, заслуженный деятель искусств Литовской ССР, народный художник Литовской ССР, лауреат Государственной премии Литовской ССР[4].
- Витаутас Чеканаускас (1930—2010), литовский архитектор, народный архитектор СССР, лауреат Ленинской премии.

### Государственные и политические деятели
- Альгирдас Бразаускас (1932—2010), первый секретарь ЦК КП Литвы (1988—1989), президент Литовской Республики (1993—1998), премьер-министр Литовской Республики (2001—2006).
- Мечисловас Гедвилас (1901—1981), Председатель Совета Народных Комиссаров Литовской ССР (1940—1946), Председатель Совета Министров Литовской ССР (1946—1956). Надгробный памятник, состоящий из стенки чёрного гранита, соединённой с постаментом, и бронзовой скульптурной композиции с горельефным портретом Гедвиласа. Памятник сооружён в 1985 году; скульптор Наполеонас Пятрулис. [5]
- Пятрас Гришкявичюс (1924—1987), первый секретарь Вильнюсского горкома КП Литвы (1971—1974), первый секретарь ЦК КП Литвы (1974—1987).
- Александрас Гудайтис-Гузявичюс (1908—1969), писатель, нарком внутренних дел, нарком государственной безопасности Литовской ССР), лауреат Сталинской премии третьей степени. Надгробный памятник образуют стоящая прямоугольная плита чёрного гранита высотой 0,92 м с барельефным портретом Гудайтиса-Гузявичюса и лежащей плитой чёрного гранита с надписью „A. Gudaitis-Guzevičius 1908—1969“. Памятник сооружён в 1976 году (архитектор Арунас Паслайтис, скульптор Казис Киселюс). [6]
- Владас Нюнка (1907—1980), государственный и партийный деятель, идеолог, учёный, философ, религиовед, академик Академии наук Литовской ССР.
- Мескупас, Шмуелис-Ицикас Маушевич (1907—1942) — советский литовский партийный деятель.
- Роландас Павилёнис (1944—2006), ректор Вильнюсского университета (1990—2000), член Сейма Литовской Республики (2000—2004), член Европейского парламента (2004—2006).
- Юстас Палецкис (1899—1980), председатель Президиума Верховного Совета Литовской ССР (1940—1967), Председатель Совета Национальностей Верховного Совета СССР (1966—1970).
- Петронис, Пранас Павилович (1910 —1998)  — советский литовский военачальник, генерал-майор артиллерии.
- Антанас Снечкус (1903—1974), первый секретарь Коммунистической партии Литвы в 1940—1974, Герой Социалистического Труда (1973).
- Миколас Миколович Юнчас-Кучинскас  (1893—1973), заместитель председателя Президиума Верховного Совета Литовской ССР (1947—1959).
- Альгирдас Антанович Ференсас (1928—1994) — литовский советский государственный, партийный и профсоюзный деятель. Председатель Центрального Литовского республиканского совета профсоюзов (1977—1989).

### Композиторы, музыканты, певцы
- Йонас Алекса (1939—2005, симфонический, оперный и хоровой дирижёр, педагог, Народный артист Литовской ССР, Заслуженный артист Литовской ССР, лауреат Национальных премий Литвы и Латвии, кавалер Ордена Гядиминаса 3-й степени.
- Эдуардас Бальсис (1919—1984), композитор, педагог, общественный деятель, Народный артист СССР, Народный артист Литовской ССР, Заслуженный деятель искусств Литовской ССР, кавалер орденов, лауреат Государственных премий Литовской ССР.
- Беатриче Гринцявичюте (1911—1988), певица (сопрано), исполнительница камерной классической и народной музыки, лауреат Государственной премии Литовской ССР.
- Маргарита Дварионайте (1928—2008), симфонический дирижёр, автор многих публикаций, педагог, Заслуженная артистка Литовской ССР, кавалер ордена Гядиминаса 5-й степени.
- Раймондас Катилюс (1947—2000), скрипач-виртуоз, педагог, профессор, Народный артист Литовской ССР, Заслуженный артист Литовской ССР, лауреат международных конкурсов, лауреат Государственной премии Литовской ССР и Литовской национальной премии культуры и искусства, кавалер Ордена Гядиминаса 3-й степени.
- Витаутас Клова (1926—2009), композитор, заслуженный деятель искусств Литовской ССР.
- Сергей Ларин (1956—2008), оперный певец (тенор), кавалер Офицерского креста Ордена великого князя Литовского Гядиминаса.
- Римантас Сипарис (1927—1990), оперный певец (бас), режиссёр, профессор, народный артист Литовской ССР, лауреат Сталинской премии третьей степени и Государственной премии Литовской ССР.
- Саулюс Сондецкис (1928—2016), дирижёр, скрипач, альтист, педагог, создатель Литовского камерного оркестра и оркестра «Санкт-Петербург Камерата», Народный артист СССР, Народный артист Литовской ССР, кавалер орденов и лауреат премий разных стран, почётный доктор и почётный профессор нескольких консерваторий.
- Владас Чясас (1917—2008), оперный певец (тенор), Заслуженный артист Литовской ССР.
- Елена Чудакова (1925—1973), оперная и камерная певица (сопрано), лауреат Государственной премии Литовской ССР.
- Фаустас Латенас (1956 — 2020), композитор

### Писатели и поэты
- Йонас Авижюс (1922—1999), прозаик, Народный писатель Литовской ССР.
- Юозас Апутис (1936—2010), прозаик, переводчик, литературный критик.
- Андрюс Булота (младший), прозаик, Заслуженный деятель культуры Литовской ССР.
- Антанас Венцлова (1906—1971), поэт, прозаик, критик, переводчик, государственный деятель; лауреат Сталинской премии второй степени, Народный писатель Литовской ССР.
- Ричардас Гавялис (1950—2002), прозаик, эссеист, драматург.
- Ромуалдас Гранаускас (1939—2014), прозаик, драматург, эссеист.
- Сигитас Гяда (1943—2008), поэт, драматург, эссеист, литературный критик, переводчик.
- Владас Даутартас (1927—2000), прозаик, эссеист, драматург.
- Янина Дягутите (1928—1990), поэтесса, автор стихов для детей.
- Юрга Иванаускайте (1961—2007), писательница, художница, путешественница.
- Казис Инчюра (1906—1974), поэт и писатель. Могила Инчюры находится в юго-западной части кладбища, примерно в 180 метрах от главного входа. Надгробный памятник в виде стелы неправильной формы, высотой 2,10 метра из чёрного гранита сооружён в 1981 году. На стеле выбиты надписи:

Poetas 
Kazys Inčiūra 
1906—1974
и

Liks liūdnos knygos 
Nebaigtos liks eilės 
Tiktai mano kančia
 Išeis su manimi— Paminklų sąvadas
- Юргис Кунчинас (1947—2002), поэт, прозаик, эссеист, переводчик.
- Юстинас Марцинкявичюс (1930—2011), поэт, прозаик, драматург.
- Викторас Милюнас (1916—1986), писатель, драматург, прозаик, переводчик.
- Витаутас Петкявичюс (1930—2008), писатель и политический деятель.
- Ева Симонайтите (1897—1978), писательница, Народный писатель Литовской ССР.
- Паулюс Ширвис (1920—1979), поэт, журналист, редактор.
- Люне Янушите (1909—1965), фельетонистка, переводчица, автор пьес и юмористических романов. Могила находится в юго-западной части кладбища, примерно в 150 метрах в юго-восточном направлении от главного входа. На невысоком постаменте возвышается плита из серого гранита высотой 0,87 м с именем и датами жизни писательницы. Памятник поставлен в 1967 году. [7]

### Учёные
- Сигитас Алишаускас (1943—2016), физик, лауреат Государственной премии Литовской ССР (1984).
- Бразджюнас, Повилас Повилович (1897—1986), физик, академик АН Литовской ССР.
- Казис Григас (1924—2002), фольклорист, историк фольклористики.
- Мариан Здзеховский (1861—1938), филолог, историк литературы, критик, публицист.
- Норбертас Велюс (1938—1996), этнограф, религиовед.
- Василий Сеземан (1884—1963), философ. Могила находится в юго-западной части кладбища, приблизительно в 100 м в юго-западном направлении от главного входа, на склоне холма. Могила окружена бетонным бордюром, покрыта гранитными плитами; на бетонном надгробии надпись из металлических букв[8]:

Prof. Vosylius 
Sezemanas 
1884.V.30—1963.III.30